# Morphomima fulvitacta
Morphomima fulvitacta är en fjärilsart som beskrevs av W. Warren 1904. Morphomima fulvitacta ingår i släktet Morphomima och familjen Uraniidae. Inga underarter finns listade i Catalogue of Life.